# بوست ويلر
بوست ويلر (بالإنجليزية: George Post Wheeler)‏ هو صحفي ودبلوماسي أمريكي، ولد في 6 أغسطس 1869 في أوسويغو في الولايات المتحدة، وتوفي في 23 ديسمبر 1956 في نبتون ‏ في الولايات المتحدة.